# Oskar Leimgruber

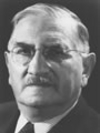
Oskar Leimgruber

Oskar Leimgruber (Fribourg, 5 juli 1886 - Bern, 19 juli 1976) was een Zwitsers jurist en politicus.
Leimgruber bezocht het gymnasium te Fribourg en Schwyz. Vervolgens studeerde hij rechten te Fribourg, Bern en Wenen. In 1911 studeerde hij af en werd redacteur van de kranten Liberté en Freiburger Zeitung. Van 1912 tot 1919 was hij werkzaam bij de Schweizerische Bundesbahnen (Zwitserse Spoorwegen) in Bazel en Bern en daarna adjunct-directeur van het handelsmuseum, handelssecretaris van het kanton Fribourg en advocaat te Fribourg. Vervolgens werd hij secretaris van het Departement van Posterijen en Spoorwegen. In 1925 volgde zijn verkiezing tot vicekanselier onder Robert Käslin.
Leimgruber werd in 1934 door de Zwitserse Conservatieve Volkspartij (SKVP) kandidaat gesteld voor het ambt van bondskanselier. Aanvankelijk steunde de fractie van de Vrijzinnig Democratische Partij (FDP) de kandidatuur van Leimgruber, maar zagen hiervan af toen de SKVP de FDP-kandidaat voor de Bondsraad (regering), Johannes Baumann, niet steunden, maar een kandidaat van de Liberale Partij van Zwitserland. Leimgruber werd niet gekozen tot bondskanselier, maar George Bovet van de FDP.
Leimgruber werd in december 1943, als opvolger van George Bovet, tot bondskanselier gekozen. Hij trad op 1 januari 1944 in functie. Hij bleef bondskanselier tot 1951.
Leimgruber was medeoprichter (1930) van de Institut international des sciences administratives (Internationaal Instituut voor Bestuurskunde) te Brussel en hij was voorzitter van de Internationale Commissie voor de Rationalisering van de Openbare Administratie.
Oskar Leimgruber overleed op negentigjarige leeftijd.